# Tyska Nya Guinea

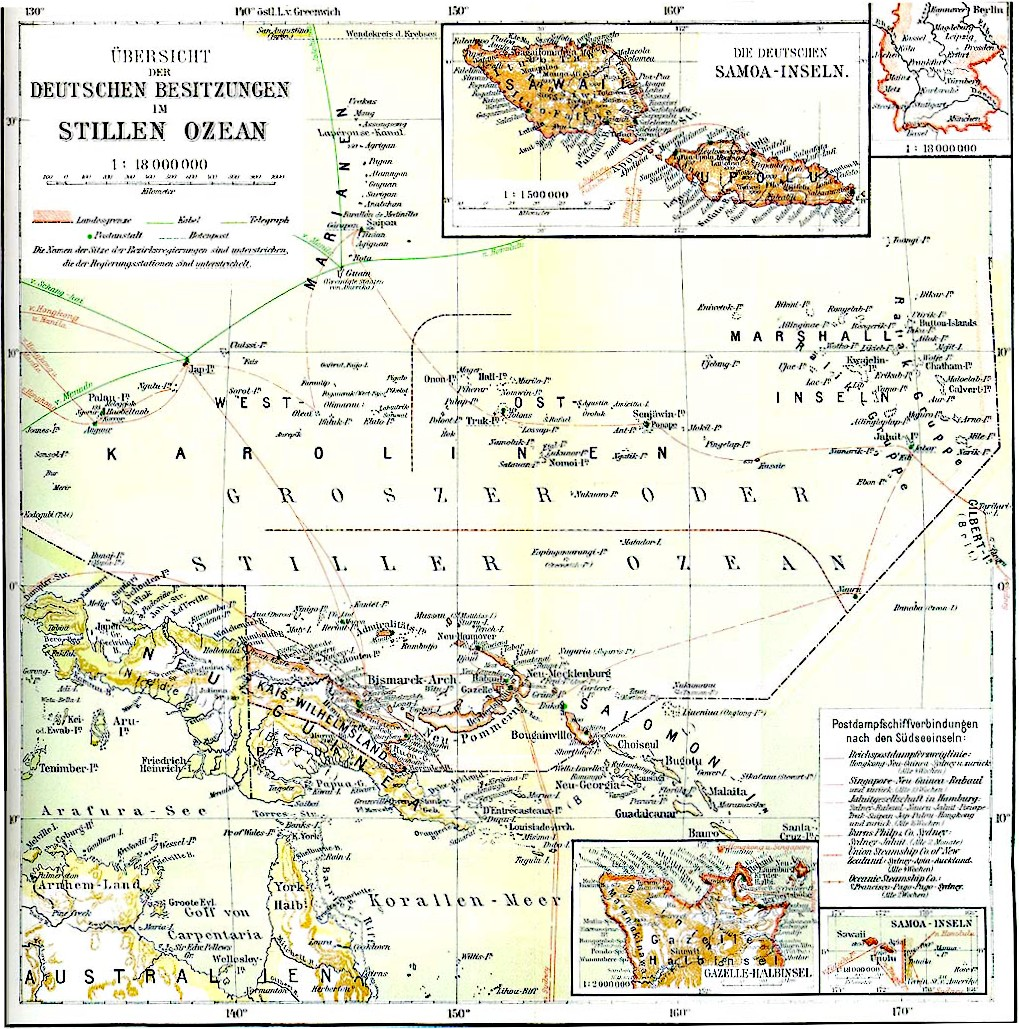
Tyska Nya Guinea

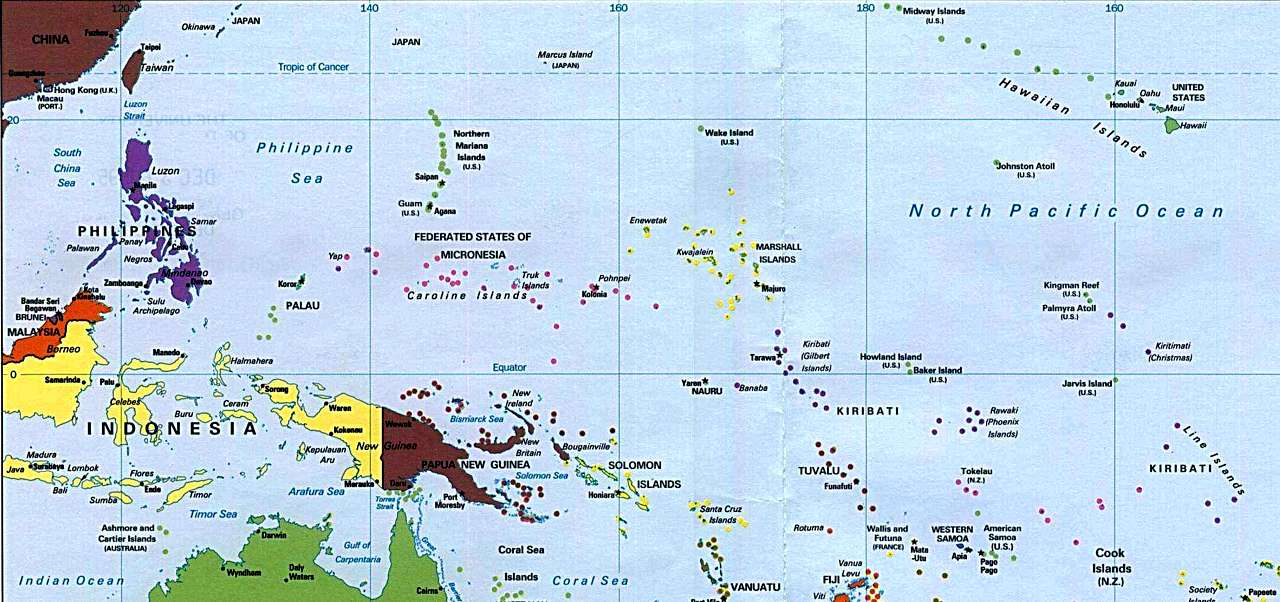
Geografisk karta

Tyska Nya Guinea eller även Kaiser-Wilhelmsland (tyska: Deutsch-Neuguinea) var ett tyskt förvaltningsområde i Stilla havet 1884–1919.

## Tillhörande områden
Tyska Nya Guinea omfattade följande öområden

### iMikronesien
- Karolinerna från 1899 med Chuuk, Kosrae, Pohnpei och Yap
- Marianerna från 1899 förutom ön Guam
- Marshallöarna från 1885 (officiellt först från 1906)
- Nauru från 1888
- Palau från 1889

### iMelanesien
- Nya Guineas nordöstra del (Kaiser-Wilhelmsland)
- Bismarckarkipelagen från 1884
- Salomonöarnas norra del Bougainville och Buka från 1885

## Historia
Stora delar av området ingick från början i handelsbolaget Neuguinea-Compagnies ägo och övertogs 1899 av Kejsardömet Tyskland och gjordes då till officiell koloni.
Från 1885 till 1891 var huvudorten Finschhafen i Morobeprovinsen, förvaltningen flyttade sedan till Friedrich-Wilhelmshafen i Madangprovinsen. 1899 blev Herbertshöhe på Niu Briten i East New Britainprovinsen huvudort och slutligen flyttades förvaltningen 1910 till Rabaul.
Under första världskriget erövrades de södra delarna av Australien och de norra delarna av Japan. Efter första världskriget delades området av Nationernas Förbund vid Versaillesfreden 1919 i två delar. Australien erhöll Kaiser-Wilhelmsland, Bougainville och Bismarckarkipelagen som förvaltningsmandat. Marshallöarna, Karolinerna och Marianerna ställdes under japansk förvaltning i Nan'yo Cho (Japanska Stillahavsmandatet).